# مهارت‌های تی
مفهوم مهارت‌های T شکل و یا شخصیت‌های T شکل (نام علمی: T-shaped skills) یک استعاره است که در هنگام استخدام برای توصیف توانایی‌های افراد در نیروی کار استفاده می‌شود. ستون عمودی در T نشان دهنده عمق مربوط به مهارت و تخصص در یک زمینه است که فرد دارا است در حالی که نوار افقی نشان دهنده توانایی‌هایی است که فرد می‌تواند در سرتاسر آن با دیگران به غیر از تخصص خود همکاری داشته باشد.
این مفهوم اولین بار توسط دیوید گست در سال ۱۹۹۱ استفاده شد. تیم براون، مدیر عامل شرکت IDEO از این مفهوم به منظور بهتر ارزیابی کردن رزومه دفاع می‌کند.